# Ковбасине
Ковба́сине —  село в Україні, у Кролевецькій міській громаді Конотопського району Сумської області. Населення становить 10 осіб. До 2020 орган місцевого самоврядування — Бистрицька сільська рада.

## Географія
Село Ковбасине знаходиться на правому березі річки Реть, вище за течією на відстані 5 км розташоване село Тулиголове, нижче за течією на відстані 1,5 км розташоване село Марухи, на протилежному березі - село Бистрик. До села примикає великий лісовий масив (сосна) - Урочище Тимошенкове. Поруч проходить автомобільна дорога М02E101.

## Історія
12 червня 2020 року, відповідно до розпорядження Кабінету Міністрів України № 723-р «Про визначення адміністративних центрів та затвердження територій територіальних громад Сумської області», село увійшло до складу Кролевецької міської громади.
19 липня 2020 року, в результаті адміністративно-територіальної реформи та ліквідації Кролевецького району, увійшло до складу новоутвореного Конотопського району.

## Символіка
На гербі зображено три кілечка ковбаси що веде до назви села (герб є промовистим).